# José Caeiro da Mata
José Caeiro da Mata GCC • GCSE • GCIH • GCIP (Arraiolos, Vimieiro, 6 de Janeiro de 1877 — Lisboa, 3 de Janeiro de 1963), também grafado J. C. da Matta, foi um jurista, professor catedrático de Direito e político português que, entre outras funções, foi deputado durante a Monarquia Constitucional, diplomata, reitor da Universidade de Lisboa, administrador do Banco de Portugal, juiz do Tribunal Permanente de Justiça Internacional e Ministro dos Negócios Estrangeiros e da Educação Nacional do regime do Estado Novo. Foi sócio da Academia das Ciências de Lisboa e da Academia Portuguesa da História, a cuja direcção presidiu.

## Biografia
José Caeiro da Mata nasceu à uma hora da noite e foi baptizado a 22 de Fevereiro seguinte, tendo por Madrinha sua tia materna Mariana da Encarnação Gomes Caeiro (Arraiolos, Vimieiro -), solteira, Proprietária, filho de Francisco José da Mata (Vila de Rei, Vila de Rei -), Proprietário e comerciante na vila de Arraiolos, e de sua mulher (Arraiolos, Vimieiro) Maria da Conceição Gomes Caeiro (Arraiolos, Vimieiro -), de profissão serviço doméstico, moradores na Rua Direita, Vimieiro, Arraiolos, neto paterno de António Francisco da Mata (Vila de Rei, Vila de Rei -) e de sua mulher (Vila de Rei, Vila de Rei) Brígida Maria (Vila de Rei, Vila de Rei -) e neto materno de José Maria Caeiro (Arraiolos, Vimieiro -) e de sua mulher (Arraiolos, Vimieiro) Isabel Gomes (Arraiolos, Vimieiro -).
Destinado a continuar a gestão dos negócios paternos logo após terminar a escola primária, a sua inteligência chamou a atenção de alguns notáveis locais que frequentavam o estabelecimento comercial do pai. Daí resultou terem convencido a família a propiciar ao jovem a continuação de estudos, contratando como explicador o Cónego Faria e Silva. Admitido a exame como aluno externo, concluiu o ensino secundário a 2 de Outubro de 1899 no Liceu de Évora, matriculando-se nesse mesmo ano na Faculdade de Direito da Universidade de Coimbra.
Aluno brilhante, formou-se Bacharel em Direito a 11 de Julho de 1903, prosseguindo estudos que o levaram à Licenciatura a 20 de Março de 1905 e ao Doutoramento a 13 de Maio de 1906. Entretanto, era já desde 1905 Professor Assistente da Faculdade de Direito da Universidade de Coimbra, passando a Lente daquela instituição em 1906. Manteve-se como docente da Universidade de Coimbra até 1919, ano em que se transferiu para o corpo docente da Faculdade de Direito da Universidade de Lisboa.
Na sua tese de Doutoramento e na sua produção científica afirmou-se como um jurista próximo da corrente Jusnaturalista e avesso ao Positivismo que então dominava o pensamento jurídico português. A sua produção científica e as suas lições eram brilhantes, o que o tornou rapidamente notado nos meios académicos e políticos.
Casou com Maria da Glória da Cunha de Magalhães Freire (Manteigas, Santa Maria, 18 de Agosto de 1890 - ?), filha de Basílio Augusto Soares da Costa Freire (Oliveira do Hospital, Travanca de Lagos, 7 de Maio de 1857 - ?) e de sua mulher (9 de Agosto de 1889) Ana da Cunha de Magalhães, e foi pai de Basílio Francisco José de Magalhães Freire Caeiro da Mata (Coimbra, 9 de Agosto de 1912 - ?), que usou o título de 2.º Visconde do Vinhal.
A notoriedade académica levou a que Ernesto Rodolfo Hintze Ribeiro, então líder do Partido Regenerador, o convidasse para integrar as listas do seu partido, pedido a que Caeiro da Mata acedeu. Em consequência, nas eleições gerais realizadas a 5 de Abril de 1908 (para a 40.ª Legislatura da Monarquia Constitucional Portuguesa) foi eleito Deputado pelo Círculo Eleitoral de Évora, na lista do Partido Regenerador.
Iniciou a sua carreira parlamentar com uma intervenção em que afirmava que a sua autonomia moral e mental, à qual se recusava a renunciar, estava para além da disciplina partidária. Com intervenções radicais e sem contemporizar com os equilíbrios partidários, protagonizou em 1909 um dos mais bizarros incidentes da história parlamentar portuguesa ao envolver-se num duelo com Manuel Afonso de Espregueira, ex-Ministro da Fazenda, a quem, em plena sessão plenária do dia 10 de Março daquele ano, acusara de criminoso e de ter cometido uma fraude ao decidir um empréstimo à Companhia Real dos Caminhos-de-Ferro Portugueses, de que fora administrador e a que estava profissionalmente ligado. A 25 de Abril de 1909, apesar de ambos contendores terem saído ilesos, a maioria abandonou os trabalhos parlamentares, invocando a circunstância de Caeiro da Mata, ao regressar à Câmara dos Deputados, não apresentar desculpas pelo sucedido. Seguiu-se novo duelo, novamente sem ferimentos para os contendores, entre Caeiro da Mata e o líder da maioria parlamentar, Manuel António Moreira Júnior, mas a maioria continua a retirar-se da Câmara quando Caeiro da Mata pedia a palavra. Em resultado, o governo presidido por Sebastião Teles é obrigado a demitir-se, o que contribuiu poderosamente para desacreditar a já agonizante Monarquia, inadvertidamente apressando a Implantação da República Portuguesa.
Ainda assim, permaneceu no Parlamento até final da Legislatura, mantendo uma postura combativa, embora sem grande produção legislativa. Foi duramente criticado pelos próprios Regeneradores, mas persistiu numa posição de grande dureza na oposição a Artur de Campos Henriques, que em plena Câmara apelidou de traidor, e aos seguidores de João Franco.
Nas eleições gerais de 28 de Agosto de 1910, as últimas da Monarquia Constitucional Portuguesa, foi reeleito Deputado pelo Círculo Eleitoral de Évora, não chegando a tomar posse dado ter sobrevindo a Implantação da República Portuguesa.
Com o advento do regime republicano retirou-se da vida política activa, dedicando-se por inteiro à docência universitária. Nesta fase afirmou-se como jurisconsulto e como pensador, produzindo uma importante obra científica. Ao mesmo tempo que se mantinha fora da política da Primeira República Portuguesa foi derivando para a Direita Conservadora e Católica, abandonando a Maçonaria, na qual fora iniciado em 1910, e aproximando-se dos círculos Nacionalistas.
O afastamento da vida política apenas foi quebrado em 1922, quando aceitou integrar o Conselho de Administração do Banco de Portugal.
Com o surgimento da Revolução Nacional, aproximou-se das forças ordeiras que se congregaram em torno da Ditadura Nacional, iniciando uma crescente colaboração com o Governo, em particular em matérias de Negócios Estrangeiros, representando Portugal em diversas conferências e negociações, nas quais se revelou um excelente diplomata.
A 13 de Janeiro de 1930 foi agraciado com a Grã-Cruz da Ordem da Instrução Pública, a 16 de Janeiro de 1930 foi agraciado com a Grã-Cruz da Ordem da Coroa da Roménia e a 12 de Janeiro de 1931 foi agraciado com a Grã-Cruz da Ordem Militar de Nosso Senhor Jesus Cristo.
Entre 1931 e 1945 representou Portugal no Tribunal Permanente de Justiça Internacional, em Haia, do qual foi Juiz.
Esse percurso na área da diplomacia levou a que fosse nomeado Ministro dos Negócios Estrangeiros de 11 de Abril de 1933 a 27 de Março de 1935 e ingressasse em definitivo na actividade diplomática. A 1 de Julho de 1933 foi agraciado com a Grã-Cruz da Antiga, Nobilíssima e Esclarecida Ordem Militar de Sant'Iago da Espada, do Mérito Científico, Literário e Artístico e a 30 de Janeiro de 1934 com a Banda da Ordem da República de Espanha. Como diplomata, chefiou por várias vezes a delegação portuguesa junto da Sociedade das Nações no período de 1935 a 1939 e foi Ministro Plenipotenciário junto da França de Vichy de 1941 a 1944. Neste último período conheceu Calouste Gulbenkian, tendo sido instrumental na decisão tomada por aquele financeiro de procurar refúgio em Lisboa.
Em 1938 foi distinguido com o título de Doutor Honoris Causa pela Universidade de Bordéus. Foi Sócio da Academia das Ciências de Lisboa e Sócio e Presidente da Academia Portuguesa da História de 1945 a 1963.
Em 1946 chefiou a delegação portuguesa em Genebra, durante o período crucial de realinhamento das diversas potências no pós-guerra e nas conferências multilaterais sobre o futuro da Sociedade da Nações. Nos anos de 1947 e 1948 representou Portugal na Conferência de Paris sobre o Plano Marshall e a fundação da Organização para a Cooperação Económica Europeia.
A convite de António de Oliveira Salazar foi Ministro da Educação Nacional no período de 6 de Setembro de 1944 a 4 de Fevereiro de 1947. Durante o seu mandato introduziu importantes reformas no sistema educativo, procurando a sua adequação aos ideais do Estado Novo.
Na remodelação governamental levada a cabo por António de Oliveira Salazar a 4 de Fevereiro de 1947, traduzindo um equilíbrio entre as duas principais famílias políticas que apoiavam o Estado Novo, a ala conservadora afecta a Santos Costa e a ala reformista liderada por Marcelo Caetano, Caeiro da Mata, apesar da sua idade e da já longa permanência no Governo, assume de novo a pasta dos Negócios Estrangeiros, posto que manteria até 2 de Agosto de 1950. Vivia-se o período crucial do pós-guerra, em que a sobrevivência do regime passava por encontrar novos equilíbrios junto das potências aliadas vitoriosas, pouco inclinadas a tolerar um regime autoritário com forte conotação aos regimes vencidos. Neste contexto difícil, Caeiro da Mata, em estreita colaboração com Salazar, conseguiu apaziguar o governo dos Estados Unidos da América, colocando Portugal numa situação de excepção, na qual, em nome da resistência anticomunista o regime era tolerado, embora sendo obrigado a renunciar à ajuda financeira do Plano Marshall e à admissão imediata à Organização das Nações Unidas. Caeiro da Mata anunciou a 22 de Setembro de 1947 que Portugal decidira declinar a utilização do auxílio financeiro americano e a 28 de Setembro de 1948 foi assinado em Lisboa um Acordo Bilateral de Cooperação Económica entre Portugal e os Estados Unidos da América. O acordo, subscrito por Caeiro da Mata e Lincoln MacVeagh, então Embaixador dos EUA em Lisboa, inclui Portugal na qualidade de país não beneficiário de assistência financeira, mas permite a sobrevivência do Salazarismo.
Também coube a Caeiro da Mata conduzir as negociações que permitiram que Portugal figurasse entre os Estados signatários do Pacto de Defesa do Atlântico Norte e por essa via fundador da Organização do Tratado do Atlântico Norte (NATO). Na cerimónia de assinatura do Pacto do Atlântico, realizada a 4 de Abril de 1949 em Washington, José Caeiro da Mata, que o subscreveu em representação do Governo português, declarou que: "… mais do que nunca, torna-se necessário defender os princípios e as posições que ocupam no mundo aqueles povos que são depositários dos ideais da civilização ocidental. Dir-se-ia que se repete agora, em torno do Atlântico, em escala muito maior, aquela situação que os povos antigos conheceram, quando as mais belas conquistas do espírito humano e os mais altos expoentes da civilização se concentraram no pequeno e restrito espaço das obras dos seus grandes clássicos. Portugal quer afirmar que não vê no Pacto do Atlântico Norte mais que um instrumento de defesa e de cooperação internacionais".
Na edição de 8 de Novembro de 1958 do Diário Popular foi publicado um artigo, assinado apenas por C. M., em que é defendido, com argumentos de política internacional e numa linguagem ousada que não seria normalmente autorizada pela censura, a inclusão do arquipélago de Cabo Verde nas Ilhas Adjacentes, a par da Madeira e dos Açores. Com grande probabilidade esse artigo é da autoria de Caeiro da Mata, o que mostra a evolução do seu pensamento após a passagem pelo Ministério dos Negócios Estrangeiros.
Em 1960 foi presidente da Comissão para as Comemorações Henriquinas. A 31 de Dezembro de 1960 foi agraciado com a Grã-Cruz da Ordem do Infante D. Henrique.
Legou parte da sua biblioteca ao Instituto Superior de Ciências Sociais e Políticas.
José Caeiro da Mata é lembrado na toponímia da freguesia do Vimieiro, concelho de Arraiolos, e na de Oliveira do Hospital.

## Obras publicadas
Além de conferêencias e discursos vários, foi autor de diversas monografias, estudos e artigos sobre ciência jurídica, economia política e história do Direito, publicados em múltiplos periódicos, entre os quais a Revista da Universidade de Coimbra, o Boletim da Faculdade de Direito da Universidade de Coimbra, a Revista de Legislação e Jurisprudência e a Revista de Justiça. Entre as suas obras destacam-se as seguintes: 
- Pessoas sociais e administrativas : princípios e teorias. Coimbra : Imprensa da Universidade, 1902.
- O direito de propriedade e utilidade pública : das expropriações. Coimbra: Imprensa da Universidade, 1906.
- Monopólios fiscais : teoria e legislação. Coimbra : França Amado, 1906.
- Do furto : esboço histórico e jurídico. Coimbra : Imprensa da Universidade, 1906.
- Sociologia criminal e direito penal. Coimbra : Imprensa da Universidade, 1907.
- Direito civil português. Coimbra : Imprensa da Universidade, 1907.
- Limite de aplicação do conceito de personalidade coletiva. Coimbra : Imprensa da Universidade, 1908.
- Habitações populares. Coimbra : Imprensa da Universidade, 1909.
- História do Direito Português. Coimbra : França Amado, 1911.
- Direito criminal português. 2 vols., Coimbra : França Amado, 1911.
- Direito internacional privado. Lisboa : Sociedade Editora Portugal-Brasil, 192-.
- O centenário da Escola Politécnica de Lisboa. Lisboa : Tipografia Portugal-Brasil, 1937.
- Ao Serviço de Portugal. 3 vols., Lisboa : Portugal-Brasil, 1937, 1944 e 1951.
- O centenário da Universidade de Coimbra. Lisboa : Imprensa Portugal-Brasil, 1938.